# Durcheinandertal

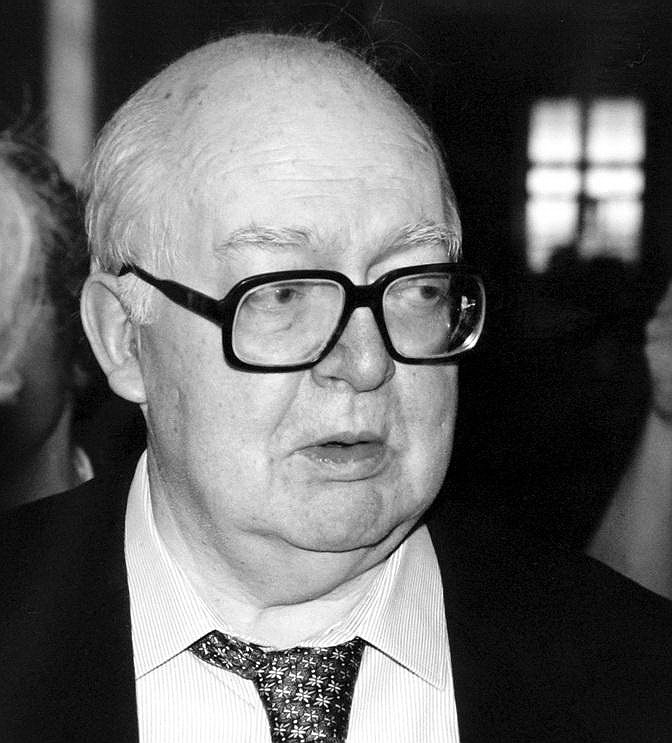
Friedrich Dürrenmatt im Jahr des Erscheinens des Werks, 1989

Durcheinandertal ist ein Roman des Schweizer Autors Friedrich Dürrenmatt. Er erschien im Jahr 1989 und ist der letzte abgeschlossene Roman des Schriftstellers.
Das Werk setzt sich mit theologischen und gesellschaftlichen Fragen kritisch auseinander, tut dies jedoch ohne „erhobenen Zeigefinger“, sondern vielmehr mit Ironie und Sarkasmus. Durch groteskes Überzeichnen konfrontiert Dürrenmatt in dieser Burleske den Leser immer wieder mit den Abgründen menschlicher Existenz.

## Inhalt
In dem 1989 im Diogenes Verlag erschienenen Roman Durcheinandertal von Friedrich Dürrenmatt versucht der „Selig-sind-die-Armen-Prediger“ Moses Melker die Reichen von der Last ihres Reichtums zu befreien, damit sie Erlösung vor Gott finden.
Nachdem die Vereinigung „Swiss Society for Morality“ das Kurhaus eines abgelegenen Bergdorfes im schweizerischen Durcheinandertal – als reales Vorbild diente Dürrenmatt das Hotel Waldhaus Vulpera – aufkauft, geht Melkers Wunsch nach einer Erholungsstätte für Millionäre in Erfüllung. Alle die, welche sich zu ihm ins Kurhaus eingefunden haben, seien nach Gottes Wort nicht verloren. Während der Sommersaison, in der das später überfüllte „Haus der Armut“ an den „Armen Moses“, der als Millionär eine Villa im Emmental besitzt, vermietet ist, predigt und preist dieser die Armut so gewaltig, dass die Gäste die so harte Lebensweise im Kurhaus zu geniessen beginnen. Für die Wintersaison ist das Kurhaus an den Liechtensteiner „Reichsgraf von Kücksen“ vermietet, der, als Mitglied des Syndikats, im Sommer die leer stehenden Wohnungen der Millionäre ausgeraubt hat und nun das nach außen geschlossen wirkende Kurhaus als Versteck für Verbrecher benutzt.
Nachdem Elsi, die 14-jährige Tochter des Gemeindepräsidenten, vergewaltigt und nur von Mani, dem Hund ihres Vaters verteidigt wird, fordert Oskar, der Adoptivsohn des Reichsgrafen, die Erschiessung des Hundes. Damit beginnt ein großes Durcheinander mit mehreren ineinander verschachtelten Handlungssträngen.
Am Schluss nimmt die Geschichte ihre „schlimmstmögliche Wendung“: die Dorfbewohner zünden – nach einer umfassenden Aufklärung über die Geschehnisse – das Kurhaus an, das Feuer verschlingt zuletzt das ganze Dorf mitsamt seinen Bewohnern, nur die schwangere Elsi überlebt mit ihrem Hund.

## Interpretation
Formal besteht der Roman aus 176 Seiten, bei dem ein Abschnitt dem anderen ohne weitere Unterteilungen folgt, wodurch bereits deutlich zum Ausdruck kommt, wie dicht das Geschehen der einzelnen Szenen ineinander verwoben ist. Es finden sich jedoch Zeitsprünge, wie auf Seite 58 zu lesen ist („Doch auch im Winter…“), die zumindest dem Leser eine Einteilung möglich machen.
Für Distanz des Lesers zum Geschehen stellt Dürrenmatt auch hier groteske Figuren dar, allen voran Moses Melker, der sich selbst den „Armen Moses“ nennt, nicht zuletzt, weil der Reichtum, der auf ihm „lastet“ (S. 34), immer wieder auf ihn zurückfällt (S. 144). Der „Selig-sind-die-Armen-Prediger“ (S. 73), durch diesen Titel wird er als Betrüger entlarvt, hat seine Frauen und eine Liebhaberin ermordet (S. 20) und will nun die Reichen bekehren (S. 16). Ebenso grotesk wirkt auch der „Gott ohne Bart“, der zu Beginn des Buches auf einer Mauer sitzt (S. 5) und wenig später weiß keiner mehr, ob es ihn überhaupt gibt (S. 9).
Ein grosses Durcheinander ist in den Text eingearbeitet, das mit Melker nun ins Durcheinandertal kommt, welches ein Teil der unüberschaubaren und chaotischen Welt, in der wir Dürrenmatts Theorien zufolge leben, ist. Unterstützt werden die verwirrenden Verflechtungen von ständigen Wiederholungen, wie „[w]usste niemand, wer da flog, so wusste der nicht, der da flog, wohin er flog, denn er wurde stets anderswohin geflogen, aber auch zu wem, war nie festzustellen“ (S. 22), die vom Leser eine hohe Konzentration beim Lesen des Buches, das auch durch verdrehte Bibelworte zeigt, dass hier noch einiges auf den Kopf gestellt ist, erfordern.
Dürrenmatts „Mausefalle“, das Komödienhafte, bringt immer wieder neue Einfälle hervor, wie sich, als Melker auf die Knie fällt und aus der Bergpredigt im Matthäusevangelium bei seiner Ansprache flüsternd (der Leser hat noch den Reichtum in Gedanken, da hier die Reichen des Kurhauses aufgezählt werden), in seiner Äusserung zeigt: „Kommet her zu mir alle, die ihr mühselig und beladen seid, ich will euch erquicken“ (S. 54). Außerdem ziehen Hyperbeln, Sarkasmus und Ironie einige Situationen ins Lächerliche und sorgen erneut für Distanz des Lesers zum Geschehen, so heißt es zum Beispiel auf Seite 51 „[er habe] überhaupt keine Augen, nur leere Höhlen“ und auf Seite 149 „Sie fragte, ob er viele Menschen erschossen habe, und als er wieder nickte, sagte sie: »Echt geil.«“.
In all dem Chaos finden sich immer wieder biblische Worte, die einerseits den Weg Moses aus Ägypten, der am Ende des Buches ähnlich wie in 4 Mos 16,31  verläuft, als die Erde die Menschen mit all ihrer Habe verschlingt (S. 176) und Gott Feuer vom Himmel schickt, in Erinnerung rufen, andrerseits den Weg Jesu umgekehrt bis hin zur Geburt „Weihnachten […] das Kind“ (S. 176) andeuten. Friedrich Dürrenmatt provoziert in diesem Roman immer wieder bis ans Äußerste. Es erscheint hier wie ein Hilfeschrei Dürrenmatts, als sich der Killer über der Gemeinde auslässt „[s]ie sollen nachdenken, Himmelsdonner“ (S. 157), „[d]ie Toten seien leichter zu erwecken als die da unten in ihrer Faulheit und Bequemlichkeit“ (S. 155) und „es gehe um die Ehre, dass sie mehr als Heu im Kopf haben“ (S. 156). Während dann beim Killer und Vergewaltiger Marihuana-Joe „die Glocke [zum Angriff bimmelt]“ (S. 160), bezeichnet Moses den biblischen Jesus als „Marzipanheiland“ und nicht glaubhaft (S. 172), womit dem Leser Zweifel an der Wahrheit der biblischen Geschichten aufkommen beziehungsweise er sich als Gläubiger in höchstem Maße provoziert fühlt.

## Zur Persönlichkeit Melkers
Melker erscheint als „Monster“ (er bringt seine Ehefrauen um), Armer, Reicher und Betrüger zugleich. Gegen Ende erscheint die Darstellung von ihm sogar gottgleich, wie aus Seite 174, „der Große Alte war sein Gedanke, seine Idee, seine Schöpfung und nichts außerdem“, hervorgeht. Zu Beginn des Romans noch am ehrlichen Versuch, den Reichen zur Armut zu verhelfen und ohne schlechtes Gewissen den Reichtum auf sich zu nehmen, gibt er gegen Ende seine eigene Schuld zu, zählt sich selbst zu den Verbrechern und fängt, da er sich nicht gegen sein Schicksal wehrt, als Held und Irrer zugleich, an zu lachen, als die Flammen ihn erfassen.

## Rezensionen
„Dürrenmatts Phantasie schlägt wieder Volten und mit ihr überschlagen sich die Ereignisse: ein Feuerwerk absurder Einfälle und grotesker Erfindungen“ ist eine Rezension der Deutschen Welle.
Der Spiegel schrieb: „[…] Neben Possenhaftem haftet ihnen Paradoxes an: Gangster wollen Gutes, Irre sind menschlich, und der Gottsucher ist, verständlich, ein passionierter Gattinnen-Mörder“.
Die Schweizer Journalistin Klara Obermüller sagte am 12. Oktober 1989 im literarischen Quartett über den Roman: „[…] Der Roman heißt nicht nur ‚Das Durcheinandertal‘ er ist auch ein heilloses Durcheinander […]“ sowie
„[…] Dürrenmatt erzählt wild, assoziierend, mäandernd, konfus […] Und ein Durcheinander ist aber auch die Geschichte, die er da erzählt, die Welt, die er in diesem Roman schildert […]“.
Daraufhin kreierte Dürrenmatt, der zur Zeit der Ehe mit Charlotte Kerr mehrere Zeichnungen von sich als Nashorn und seiner Frau als Tigerin anfertigte, einige Bilder, auf denen unter anderen er und seine Frau in dieser Form den drei Teilnehmern des literarischen Quartetts (Marcel Reich-Ranicki, Hellmuth Karasek und Klara Obermüller) Gewalt antun.

## Buchcover
Auf dem Schutzumschlag bzw. Taschenbuchcover ist ein Ausschnitt des Gemäldes Mann mit Hund von Willy Guggenheim abgebildet.

## Buchausgaben
- Durcheinandertal. Roman. Diogenes, Zürich 1989, ISBN 3-257-01820-7 (Hardcover)
- Durcheinandertal. Roman. Diogenes, Zürich 1991, ISBN 3-257-22438-9 (Taschenbuch)
- Durcheinandertal. Roman. Diogenes, Zürich 1998, ISBN 3-257-23067-2 (Werkausgabe, Bd. 27)